# ليد
ليد (داكوتا الجنوبية) (بالإنجليزية: Lead, South Dakota)‏ هي مدينة تقع في الولايات المتحدة في مقاطعة لورينس، داكوتا الجنوبية. يقدر عدد سكانها بـ 3,124 نسمة ومساحتها 5.34 كم2 وترتفع عن سطح البحر 1,589 متر.

## التركيبة السكانية
قام مكتب تعداد الولايات المتحدة بتحديد بيانات التركيبة السكانية لليدفي تعداد الولايات المتحدة. في ما يلي، التركيبة السكانية حسب تعدادي 2000 و2010.

### تعداد عام 2000
بلغ عدد سكان ليد 3,027 نسمة بحسب تعداد عام 2000، وبلغ عدد الأسر 1,279 أسرة وعدد العائلات 832 عائلة مقيمة في المدينة. في حين سجلت الكثافة السكانية 1,521.5 نسمة لكل ميل مربع (587.5/كم2). وبلغ عدد الوحدات السكنية 1,617 وحدة بمتوسط كثافة قدره 812.8 نسمة لكل ميل مربع (313.8/كم2).
وتوزع التركيب العرقي للمدينة بنسبة 95.74% من البيض و 2.25% من الأمريكيين الأصليين و 0.20% من الأمريكيين ذوي الأصول الآسيوية و 0.23% من الأمريكيين الأفارقة و 0.99% من عرقين مختلطين أو أكثر.
بلغ عدد الأسر 1,279 أسرة كانت نسبة 33.2% منها لديها أطفال تحت سن الثامنة عشر تعيش معهم، وبلغت نسبة الأزواج القاطنين مع بعضهم البعض 47.8% من أصل المجموع الكلي للأسر، ونسبة 12.4% من الأسر كان لديها معيلات من الإناث دون وجود شريك، وكانت نسبة 34.9% من غير العائلات. تألفت نسبة 29.2% من أصل جميع الأسر من أفراد ونسبة 11.8% كانوا يعيش معهم شخص وحيد يبلغ من العمر 65 عاماً فما فوق. وبلغ متوسط حجم الأسرة المعيشية 2.89، أما متوسط حجم العائلات فبلغ 2.35.
بلغ العمر الوسطي للسكان 37 عاماً. وكانت نسبة 26.1% من القاطنين تحت سن الثامنة عشر، وكانت نسبة 8.5% بين الثامنة عشر والأربعة وعشرون عاماً، ونسبة 30.2% كانت واقعةً في الفئة العمرية ما بين الخامسة والعشرون حتى والأربعة وأربعون عاماً، ونسبة 22.2% كانت ما بين الخامسة والأربعون حتى الرابعة والستون، ونسبة 13.0% كانت ضمن فئة الخامسة والستون عاماً فما فوق. يوجد لكل 100 أنثى 100.9 ذكر، ويوجد لكل 100 أنثى في الثامنة عشر من عمرها فما فوق 96.8 ذكر.
بلغ متوسط دخل الأسرة في المدينة 29,485 دولار، أما متوسط دخل العائلة فبلغ 35,855 دولار. وكان متوسط دخل الذكور 25,958 دولار مقابل 18,841 دولار للإناث. وسجل دخل الفرد الخاص بالمدينة 15,726 دولار. وكانت نسبة 10.7% من العائلات ونسبة 12.9% من السكان تحت خط الفقر، وكان من هؤلاء نسبة 15.7% تحت سن الثامنة عشر ونسبة 12.9% في الخامسة والستين من العمر وما فوق.

### تعداد عام 2010
بلغ عدد سكان ليد 3,124 نسمة بحسب تعداد عام 2010، وبلغ عدد الأسر 1,420 أسرة وعدد العائلات 828 عائلة مقيمة في المدينة. في حين سجلت الكثافة السكانية 1,516.5 نسمة لكل ميل مربع (585.5/كم2). وبلغ عدد الوحدات السكنية 1,694 وحدة بمتوسط كثافة قدره 822.3 لكل ميل مربع (317.5/كم2).
وتوزع التركيب العرقي للمدينة بنسبة 94.6% من البيض و 2.0% من الأمريكيين الأصليين و 0.4% من الأمريكيين ذوي الأصول الآسيوية و 0.3% من الأمريكيين الأفارقة و 2.3% من عرقين مختلطين أو أكثر.
بلغ عدد الأسر 1,420 أسرة كانت نسبة 27.6% منها لديها أطفال تحت سن الثامنة عشر تعيش معهم، وبلغت نسبة الأزواج القاطنين مع بعضهم البعض 40.6% من أصل المجموع الكلي للأسر، ونسبة 13.0% من الأسر كان لديها معيلات من الإناث دون وجود شريك، بينما كانت نسبة 4.7% من الأسر لديها معيلون من الذكور دون وجود شريكة وكانت نسبة 41.7% من غير العائلات. تألفت نسبة 35.1% من أصل جميع الأسر من أفراد ونسبة 10.8% كانوا يعيش معهم شخص وحيد يبلغ من العمر 65 عاماً فما فوق. وبلغ متوسط حجم الأسرة المعيشية 2.82، أما متوسط حجم العائلات فبلغ 2.19.
بلغ العمر الوسطي للسكان 40.5 عاماً. وكانت نسبة 23.1% من القاطنين تحت سن الثامنة عشر، وكانت نسبة 7.4% بين الثامنة عشر والأربعة وعشرون عاماً، ونسبة 25.3% كانت واقعةً في الفئة العمرية ما بين الخامسة والعشرون حتى والأربعة وأربعون عاماً، ونسبة 31.5% كانت ما بين الخامسة والأربعون حتى الرابعة والستون، ونسبة 12.7% كانت ضمن فئة الخامسة والستون عاماً فما فوق. وتوزع التركيب الجنسي للسكان بنسبة 50.3% ذكور و49.7% إناث.